# Ramo Kurtanović
Ramo Kurtanović (Tutin, 20. jun 1949) srpski i bosanskohercegovački je geolog, savjetnik za istraživanje obojenih metala Federalnog zavoda za geologiju i penzionirani profesor Rudarsko-geološkog fakulteta Univerziteta u Tuzli.

## Biografija
Ramo Kurtanović rođen je 20. juna 1949. godine u Tutinu, Srbija. Osnovnu školu završio je u Tutinu, a gimnazijsko obrazovanje stekao u Novom Pazaru (1968). Diplomirao je geologiju na Rudarsko-geološkom fakultetu u Beogradu, gdje je promoviran u zvanje „diplomirani inženjer geologije“ (1973). Postdiplomski studij iz oblasti „Istraživanje ležišta mineralnih sirovina“ završio je u Beogradu, na Odsjeku za geologiju Rudarsko-geološkog fakulteta (1984). Tema magistarskog rada bila je: „Ocena potencijalnosti olova i cinka u ležištu Trepča – Stari trg“.
Doktorsku disertaciju pod naslovom „Morfogenetska izučavanja u funkciji određivanja potencijalnosti olovo-cinkovih ležišta u rudnom polju 'Trepča'“odbranio je na Rudarsko-geološkom fakultetu Univerziteta u Tuzli, (1990).
Odmah nakon diplomiranja (od 25. oktobra1973—30 septembra 1988. godine) radio je u rudniku "Trepča" – Stari Trg (kod Kosovske Mitrovice), na početku kao operativni geolog, a poslednjih osam godina (1980. – 1988.), kao šef geološke službe.
Od 01.10.1988. do 29.02.1992.godine, radio je u DP "Geoinstitut" – Sarajevo na poslovima odgovornog projektanta za istraživanje metaličnih mineralnih sirovina, nakon čega prelazim na Rudarsko – geološki fakultet u Tuzli, do aprila 2007. godine. Nakon toga je angažovan u Federalnom geološkom zavodu u Sarajevu, sve do odlaska u penziju (novembar 2014.godine).

## Glavna djela
- Istraživanje ležišta mineralnih sirovina, Zavod za geologiju (1996), Sarajevo;

Odobren od strane Univerziteta u Tuzli kao novi udžbenik rješenjem broj:03-127/96 od 23.02.1996 god; UDK 622.1/2 (075.8),
- Ležišta mineralnih sirovina, Univerzitetska knjiga (1997), Sarajevo;

Knjiga je odobrena od starne Univerziteta u Tuzli kao novi udžbenik, UDK 553.04/08:622.322 Ć (075.8)
- Ležišta nemetalnih mineralnih sirovina, Fakultet za metalurgiju i materijale Zenica. 2000.  978-9958-9272-1-8., COBISS/BiH – ID 8704006
- Geologija Bosne i Hercegovine u manuskriptnim zabelješkama akademika Mehmeda Ramovića , Rudarsko-geološko-građevinski fakultet Tuzla, 1999 godine.  978-9958-9466-2-2., COBISS – ID 652 2374
- Brnjica otrgnuta od zaborava, Udruženje građana Bošnjaka porijeklom iz Sandžaka u FBiH, Sarajevo, 2004,god. ISBN 9958-9584-3-0: COBISS BH – ID 13081862
- Pešterska visoravan prirodno nasljeđe i društvena stvarnost, Udruženje građana porijeklom iz Sandžaka - Sarajevo, 2004,god. ISBN 978-9926-8027-2–1: COBISS BH – ID 26221574

Ramo Kurtanović je publicirao i više od 80 naučnih radova iz oblasti geologije, zaštite okoliša i ekologije, kao i iz etnologije i historije Sandžaka, u relevantnim zbornicima i časopisima.
Autor je više destina elaborata, izvještaja i analiza iz različitih područjaa geoloških istraživanja, a bio je i član više ekspertskih timova u Bosni i Hercegovini.
Služi se ruskim jezikom.